# Liste der Biografien/Vano
Liste der Biografien |
Portal Biografien |
Personensuche
# |
A |
B |
C |
D |
E |
F |
G |
H |
I |
J |
K |
L |
M |
N |
O |
P |
Q |
R |
S |
T |
U |
V |
W |
X |
Y |
Z |
?
 
Va |
Ve |
Vh |
Vi |
Vj |
Vl |
Vn |
Vo |
Vr |
Vs |
Vt |
Vu |
Vy
 
Vaa |
Vab |
Vac |
Vad |
Vae |
Vaf |
Vag |
Vah |
Vai |
Vaj |
Vak |
Val |
Vam |
Van |
Vap |
Vaq |
Var |
Vas |
Vat |
Vau |
Vav |
Vaw |
Vax |
Vay |
Vaz
 
Van A |
Van B |
Van C |
Van D |
Van E |
Van F |
Van G |
Van H |
Van I |
Van K |
Van L |
Van M |
Van N |
Van O |
Van P |
Van Q |
Van R |
Van S |
Van T |
Van U |
Van V |
Van W |
Van Y |
Van Z

Vana |
Vanb |
Vanc |
Vand |
Vane |
Vang |
Vanh |
Vani |
Vanj |
Vank |
Vanl |
Vanm |
Vann |
Vano |
Vanp |
Vanq |
Vanr |
Vans |
Vant |
Vanu |
Vanv |
Vanw |
Vany |
Vanz
Die Liste der Biografien führt alle Personen auf, die in der deutschsprachigen Wikipedia einen Artikel haben. Dieses ist eine Teilliste mit 19 Einträgen von Personen, deren Namen mit den Buchstaben „Vano“ beginnt.

## Vano

### Vanol
- Vanole, David (1963–2007), US-amerikanischer Fußballtorwart
- Vanoli, Marco (* 1949), Schweizer Unternehmer und Automobilrennfahrer
- Vanoli, Paolo (* 1972), italienischer Fußballspieler und Trainer

### Vanon
- Vanoni, Andrew (* 1969), Schweizer Unterhaltungskünstler, Schauspieler und Pantomime
- Vanoni, Bruno (* 1959), Schweizer Politiker (GFL/Grüne)
- Vanoni, Charles (1876–1970), US-amerikanischer Radrennfahrer
- Vanoni, Ezio (1903–1956), italienischer Ökonom und Politiker
- Vanoni, Giovanni Antonio (1810–1886), Schweizer Maler
- Vanoni, Gottfried (1948–2006), schweizerischer römisch-katholischer Theologe und Autor
- Vanoni, Luigi (1854–1940), Schweizer Ingenieur
- Vanoni, Ornella (* 1934), italienische Sängerin und SchauspielerinOrnella Vanoni (* 1934)

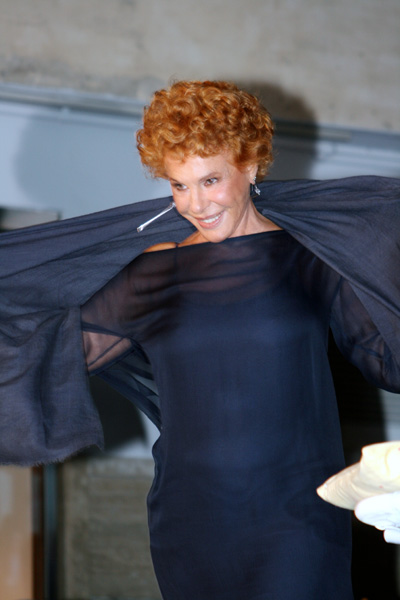
Ornella Vanoni (* 1934)

### Vanop
- Vanopslagh, Alex (* 1991), dänischer Politiker und Abgeordneter des dänischen Folketings

### Vanos
- VanossGaming (* 1992), kanadischer Webvideoproduzent

### Vanot
- Vanotti, Alessandro (* 1980), italienischer Radrennfahrer
- Vanotti, Amalie (1853–1936), deutsche Landschafts- und Blumenmalerin
- Vanotti, Constantin (1793–1879), deutscher Kaufmann
- Vanotti, Ignaz (1798–1870), deutscher Jurist und Verleger
- Vanotti, Johann Nepomuk (1777–1847), deutscher Historiker und katholischer Theologe

### Vanov
- Vanoverschelde, Didier (* 1952), französischer Radrennfahrer